# Državna cesta D537
Državna cesta D537 je državna cesta u Hrvatska. Ukupna duljina je 21,98 km

## Naselja
- Slakovci
- Otok